# Rob Kerkovich
Robert Francis Kerkovich (Springfield, 11 agosto 1979) è un attore statunitense.

## Biografia
Nato a Springfield, in Massachusetts, ha partecipato a diverse serie televisive. Il successo arriva nel 2014 con NCIS: New Orleans dove interpreta il ruolo di Sebastian Lund.

## Filmografia

### Cinema
- The Devil Cats - regia di Anika Poitier (2004)
- Deadbeats - regia di Adrian Cruz - videoclip (2004)
- A Warm Place - regia di Bridger Nelson - cortometraggio (2006)
- VirtuaGirl - regia di Paul Matusheski - cortometraggio (2007)
- Cloverfield - regia di Matt Reeves (2008)
- The Rebound - Ricomincio dall'amore - regia di Bart Freundlich (2009)
- Still Wating... - regia di Jeff Balis - videoclip (2009)
- Reality Boom - regia di Jason Jack Beeber, Jason Weber, David Neiman (2009)
- Punching Hipsters - regia di Rob Dart - cortometraggio (2012)
- Aaron Adjusts - regia di Rob Dart - cortometraggio (2012)
- Eighty-Sixed - regia di Travis Greene e John Salcido - cortometraggio (2012)
- There's Something About Carrie - regia di Travis Greene - cortometraggio (2013)
- Our RoboCop Remake - registi vari (2014)
- Flesh Computer - regia di  Ethan Shaftel - cortometraggio (2014)
- The Atticus Institute - regia di Chris Sparling (2015)

### Televisione
- CSI: Miami - serie TV (2009)
- Happy Endings - serie TV (2011)
- Modern Family - serie TV (2012)
- 2 Broke Girls - serie TV (2012)
- Go On - Serie TV (2013)
- Brooklyn Nine-Nine - serie TV (2013)
- Parks and Recreation - serie TV (2013)
- Masters of Sex - serie TV (2013)
- New Girl - serie TV (2014)
- House of Lies - serie TV (2014)
- Chasing Life - serie TV, 12 episodi (2014)
- NCIS: New Orleans - serie TV, 155 episodi (2014-2021)

## Doppiatori italiani
Nelle versioni in italiano delle opere in cui ha recitato, Rob Kerkovich è stato doppiato da:
- Edoardo Stoppacciaro in CSI: Miami
- Alessandro Rigotti in NCIS: New Orleans